# Oculinidae
Oculinidae J.E. Gray, 1847 è una famiglia di madrepore della sottoclasse degli Esacoralli..

## Descrizione
La famiglia è costituita da coralli che vivono in colonia sia ermatipici che anermatipici. I coralliti sono ispessiti e collegati da un cenosteo liscio. I setti sono molto sporgenti. La columella è poco sviluppata.

## Distribuzione e habitat
Sono diffuse nell'Indo-Pacifico e nell'Atlantico. Alcune specie, in particolare Madrepora oculata e Oculina patagonica, sono presenti anche nei mari italiani.

## Tassonomia
La famiglia è composta da 10 generi di cui 3 estinti:
- Astrhelia Milne Edwards & Haime, 1849 †
- Bantamia Yabe & Eguchi, 1943  †
- Bathelia Moseley, 1881
- Coelohelia Vaughan, 1900 †
- Cyathelia Milne-Edwards & Haime, 1849
- Madrepora Linnaeus, 1758
- Oculina Lamarck, 1816
- Petrophyllia Conrad, 1855
- Schizoculina Wells, 1937
- Sclerhelia Milne Edwards & Haime, 1850